# Freemover
Als Freemover (free mover) werden Studenten bezeichnet, die ihr Auslandsstudium als Gaststudent autonom, das heißt – im Gegensatz zu Austauschstudierenden – unabhängig von Austausch- bzw. Kooperationsverträgen der eigenen Universität organisieren.

## Vorteile
Da die Universitäten in Deutschland in der Regel nur eine sehr begrenzte Anzahl an Kooperationsverträgen mit ausländischen Universitäten abgeschlossen haben, ist die Auswahl des Landes, der Stadt und der Universität für das Auslandsstudium stark eingegrenzt. Als Freemover ist ein Student hingegen nicht an die Kooperationsverträge der eigenen Universität gebunden und kann somit aus dem großen Pool aller Universitäten der Welt seine persönliche Wunschuniversität auswählen, an der er sein Auslandsstudium absolvieren möchte.

## Nachteile
Ein großer Nachteil ist der hohe organisatorische Aufwand, der auf einen Studenten zukommt, wenn er sein Auslandsstudium als Freemover absolviert. Er muss sich unter anderem
- selbst an der Wunschuniversität bewerben,
- selbst die Kurse aus dem Vorlesungsverzeichnis der Wunschuniversität heraussuchen und von der eigenen Universität validieren lassen,
- selbst um eine geeignete Unterkunft kümmern.

Außerdem haben Studenten, die auf die Kooperationsverträge der eigenen Hochschule zurückgreifen, oftmals Vorteile finanzieller Art (zum Beispiel Erlass der Studiengebühren).

## Unterstützung
Unterstützung bieten diverse Organisationen, die Freemover von der Länderwahl bis hin zur Bewerbung bei der Wunschuniversität unterstützen.